# Vanguard II
De Vanguard II is een stalen sloepgetuigd en gemotoriseerd kajuitzeiljacht, een van de drie typen Vanguard die oorspronkelijk zijn ontworpen door de ingenieurs Eckert en Bot, en gebouwd op de jachtwerf van D. Klein in Hoogezand-Sappemeer. Deze jachten zijn in de zeventiger jaren gebouwd. In 1979 ging de werf failliet en werd overgenomen door de firma Escher, eigendom van de zakenman Joep van den Nieuwenhuyzen, die na 2 jaar ook stopte. De Vanguards werden toen al ontworpen door Dick Koopmans en uitgebreid tot 17,5 meter.
Het is een stalen (multi)knikspant langkieler, 9,2 meter lang en 2,8 meter breed (over all), met een diepgang van 1,1 tot 1,5 meter. Hij biedt slaapruimte aan vijf opvarenden, gecombineerd met een kleine keuken en toilet. Vaak gemotoriseerd door een 8/10 pk Sabb-dieselmotor met keerschroef. Het is door zijn hoge gewicht geen echt snelle zeiler, zeker niet bij licht weer. Een degelijk en met een paar voorzieningen tamelijk zeewaardig toerschip, dat een stootje kan hebben. De lengte-/breedteverhouding en de bescheiden spiegel zijn zodanig dat deze schepen op alle koersen een redelijk zeegedrag hebben. Hoewel ruim 30 jaar oud, zijn er nog steeds een aardig aantal in de vaart. De langskiel combineert een kleine tot matige diepgang met een goede stabiliteit, waarbij in harde wind zowel in de wind als met ruime wind redelijk tot snel gezeild kan worden.
Bij een aantal Vanguards is (later?) een boegspriet toegevoegd. Daarmee werd het mogelijk een kluiver te voeren, waardoor het schip technisch gezien kottergetuigd wordt.

## Andere betekenissen
- Vanguard 2, een Amerikaanse satelliet uit 1959
- Vanguard II (arcadespel), een arcadespel uit 1984